# تسلسل الحمض النووي الريبوزي منقوص الأكسجين

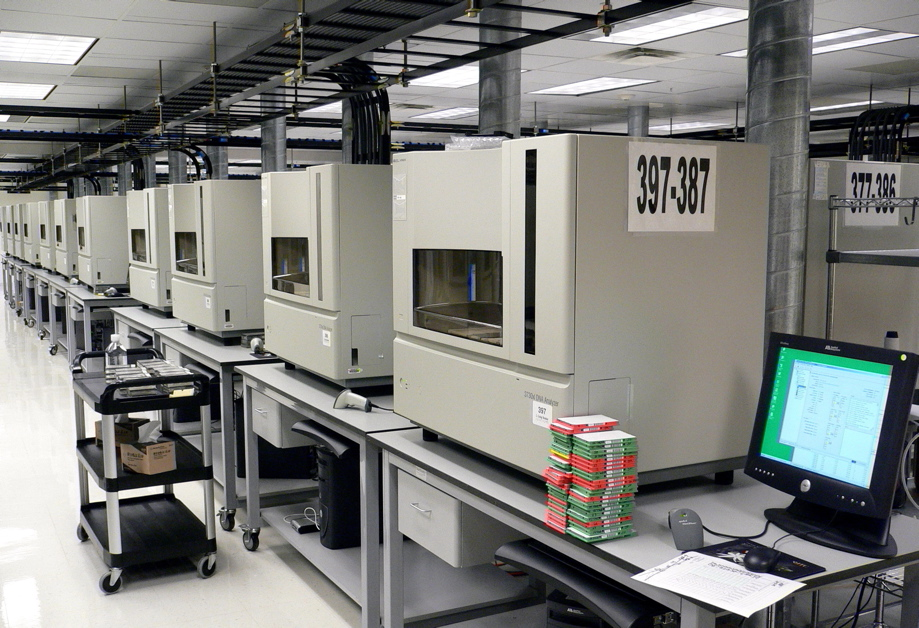

تسلسل الحمض النووي الريبوزي منقوص الأكسجين مصطلح في الكيمياء الحيوية ويشمل تحديد تسلسل الحمض النووي لتحديد تسلسل النيوكليوتيدات، الأديناين، الجواناين، السيتوساين، والثايمين، في الحمض النووي. تسلسل الحمض النووي يشكل المورثة والمعلومات الوراثية في نواة البلازميدات، الميتوكوندريا، والصانعات اليخضورية أي بيوت الطاقة ويشكل الأساس لتطور للكائنات الحية. تحديد تسلسل الحمض النووي لذلك، لقد أدى ظهور طرق تسلسل الحمض النووي السريعة إلى تسريع البحث والاكتشاف البيولوجي والطبي. كانت السرعة العالية للتسلسل التي تم الحصول عليها باستخدام تقنية تسلسل الحمض النووي الحديثة مفيدة في معرفة تسلسل الجينوم البشري،و في تطوير مشروع الجينوم البشري. والمشاريع ذات الصلة. في كثير من الأحيان عن طريق التعاون العلمي عبر القارات، قد ولدت الكامل متواليات الحمض النووي الجينوم للعديد من الحيوانات والنباتات، والميكروبات.

## التطبيقات
تستخدم هذه الطرق في سلسلة الجينوم وفحص المنتسخات transcriptome والتفاعلات بين المادة الوراثية والبروتين DNA-protein interactions
وتحليل فوق الجينوم epigenome characterization. إن ازدياد الطلب على إجراء سلسلة منخفضة التكلفة أدى إلى تطور تقنات السلسلة لإجراء الاف أو ملايين من تفاعلات السلسلة معاً وتسعى هذه التقنات لتخفيض تكلفة السلسلة. تشمل طرق فائقة الإنتاجية :
- السلسلة بالتصنيع Sequencing by synthesis
- السلسلة بالربط SOLiD sequencin)Sequencing by ligation)
- السلسلة بالمسامات النانوية Nanopore Sequencing
- Pyrosequencing